# Placenta prévia
Placenta prévia é a implantação da placenta no útero, mas sobre o orifício interno do colo do útero ou próximo dele. Os sintomas incluem hemorragia no segundo trimestre de gravidez. O sangue da hemorragia é vermelho vivo e tende a não estar associado a dor. Entre as possíveis complicações para a grávida estão placenta acreta, hipovolemia e hemorragia pós-parto. Entre as possíveis complicações para o bebé está a restrição do crescimento fetal.
Entre os fatores de risco está idade materna avançada, tabagismo e antecedentes de cesariana, indução do parto ou interrupção da gravidez. O diagnóstico é feito com ecografia. A condição é classificada como complicação da gravidez.
Para grávidas com menos de 36 semanas de gravidez e hemorragia ligeira as recomendações incluem repouso no leito e evitar relações sexuais. Para grávidas com mais de 36 semanas de gravidez ou com hemorragia significativa, geralmente recomenda-se a realização de uma cesariana. Em grávidas com menos de 36 semanas, em alguns casos podem ser administrados corticosteroides para acelerar o desenvolvimento dos pulmões do bebé. Alguns casos de placenta prévia que ocorrem no início da gravidez resolvem-se por si próprios.
A condição afeta aproximadamente 0,5% de todas as gravidezes. No entanto, entre grávidas que anteriormente foram submetidas a uma cesariana a prevalência é de 10%. A prevalência tem vindo a aumentar desde o final do século XX. A placenta prévia foi descrita pela primeira vez em 1685 por Paul Portal.